# 金翎芋螺
金翎芋螺（学名：Conus pennaceus）为芋螺科芋螺屬下的一个种。